# Cheilolejeunea hallingii
Cheilolejeunea hallingii là một loài Rêu trong họ Lejeuneaceae. Loài này được B. Thiers mô tả khoa học đầu tiên năm 1992.